# Miodokwiatowate

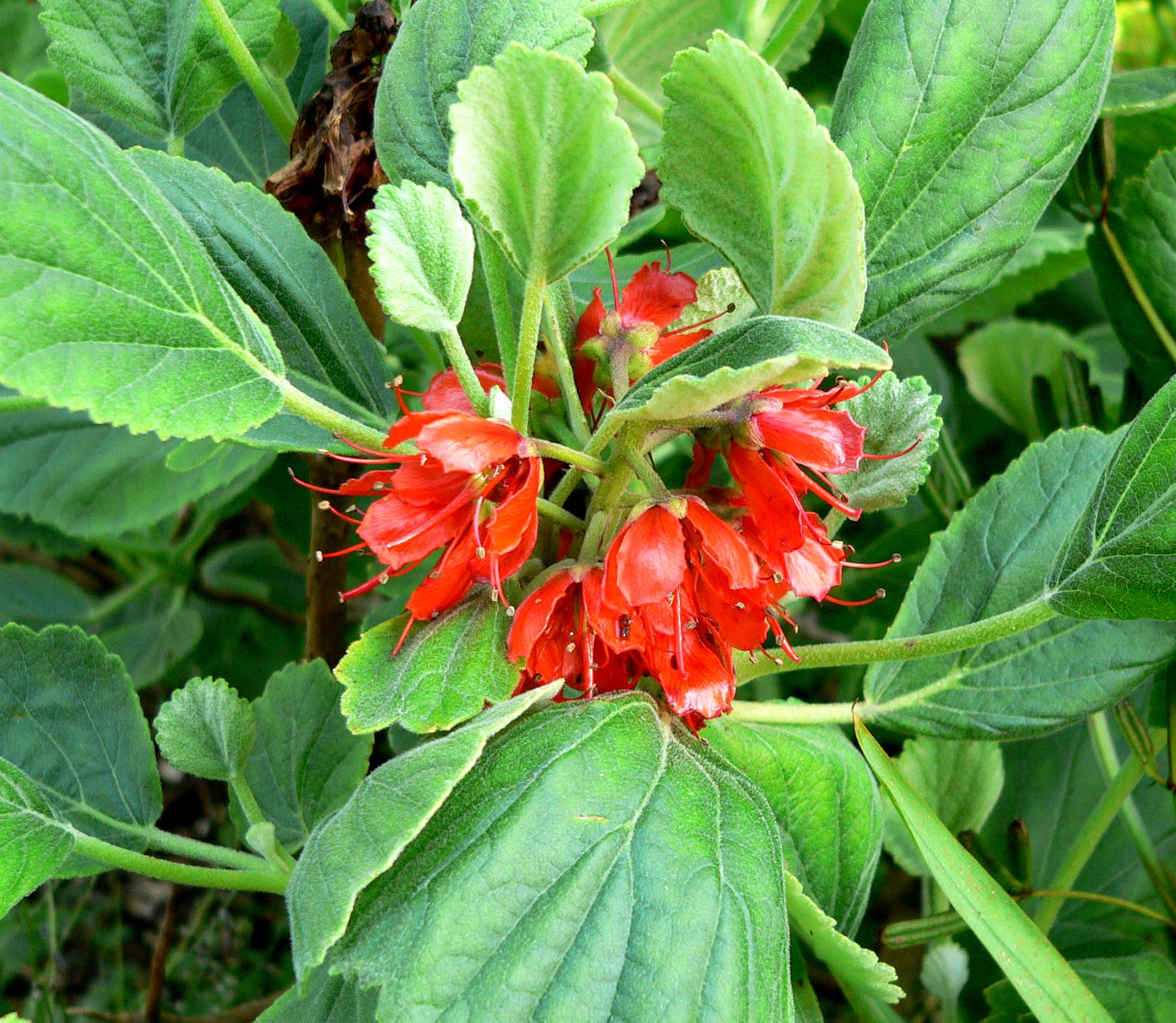
Greyia radlkoferi

Miodokwiatowate (Melianthaceae Horan.) – rodzina roślin wyróżniana w niektórych systemach klasyfikacyjnych w obrębie rzędu bodziszkowców (Geraniales). Przedstawiciele z rodzajów Melianthus i Bersama występują od środkowej Afryki po jej południowej krańce, pozostałe rodzaje spotykane są w Chile. W sumie do rodziny zaliczanych jest 5 rodzajów z 18 gatunkami. Kilka afrykańskich gatunków z tej rodziny używanych jest w tradycyjnym ziołolecznictwie, Bersama abyssinica dostarcza cenionego drewna, rośliny z rodzajów Greyia i Francoa są uprawiane jako rośliny ozdobne.

## Morfologia
PokrójDrzewa, krzewy i rośliny zielne o bardzo różnym pokroju, różniące się zwłaszcza budową liści, ale o podobnych organach generatywnych.
LiścieUlistnienie skrętoległe. Liście są pierzaste, często z oskrzydloną osią u rodzajów Bersama i Melianthus, lirowate u Francoa i niepodzielone u Greyia i Tetilla. Liście u nasady opatrzone są przylistkami u niektórych przedstawicieli okazałymi i tworzącymi pochwę osłaniającą łodygę.
KwiatyZebrane w szczytowe grona lub kłosy, czasem na długich szypułkach. Poszczególne kwiaty są promieniste lub słabo grzbieciste, u rodzajów Bersama i Melianthus odwrócone. U różnych przedstawicieli bywają obu- lub jednopłciowe, 5- lub 4-krotne. Działki kielicha, często nierówne, są 4 lub jest ich 5. W takiej samej liczbie występują płatki korony, nierzadko okazałe. Pręcików jest tyle samo co płatków korony u rodzajów Bersama i Melianthus, podczas gdy u innych jest ich dwa razy tyle. Słupek jest górny, utworzony z 4, 5 lub 2 owocolistków, z zalążnią jedno- lub wielokomorową.
OwoceTorebka w miarę dojrzewania wydłużająca się i coraz bardziej papierzasta, tylko u Bersama drewniejąca.

## Systematyka
W dawniejszych ujęciach systematycznych rodzaje Greyia i Francoa miały niejasną pozycję – były wyodrębniane jako monotypowe rodziny Greyiaceae i Francoaceae. Dopiero na przełomie wieków XX i XXI potwierdzono najpierw ich bliskie pokrewieństwo (połączone zostały w jedną rodzinę Francoaceae), następnie stwierdzono bliskie pokrewieństwo z przedstawicielami Melianthaceae. W systemie APG II rodziny były przedstawiane jako siostrzane i opcjonalnie łączone, w APG III już zostały połączone jako miodokwiatowate. W systemie APG IV z 2016 rozszerzono ujęcie rodziny Francoaceae włączając do niej także miodokwiatowate.
Pozycja i podział według systemu APG III (2009)
Jedna z rodzin rzędu bodziszkowców, stanowiąca w jego obrębie grupę siostrzaną względem Vivianiaceae. Rząd należy do kladu różowych w obrębie okrytonasiennych (w systemie Ruggiero i in. z 2015 należy do nadrzędu różopodobnych). 
|  | Geraniaceae bodziszkowate                                                                                                |
|  | |
|  | \| \| Melianthaceae miodokwiatowate (w tym Francoaceae) \| \| \| \| \| \| Vivianiaceae (w tym Ledocarpaceae) \| \| \| \| |
|  | |
|  | Melianthaceae miodokwiatowate (w tym Francoaceae)                                                                        |
|  | |
|  | Vivianiaceae (w tym Ledocarpaceae)                                                                                       |
|  | |

|  | Melianthaceae miodokwiatowate (w tym Francoaceae) |
|  |                                                   |
|  | Vivianiaceae (w tym Ledocarpaceae)                |
|  |                                                   |

Wykaz rodzajów
- Melianthus L'Her. ex Aiton
- Bersama Fresen.
- Greyia Hook. & Harv.
- Francoa Cav.
- Tetilla DC.